# Перребиянки
«Перребиянки» — трагедия древнегреческого драматурга Эсхила (первая половина V века до н. э.) на сюжет, взятый из фессалийского мифологического цикла. Её текст почти полностью утрачен.

## Сюжет и судьба пьесы

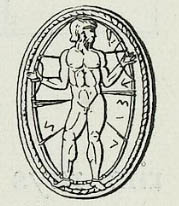
Античная гемма с изображением Иксиона

Перребиянки — жительницы региона в северной части Фессалии. Главный герой трагедии — Иксион, герой фессалийских мифов, царь лапифов. Он женился на дочери Деионея, пообещав за неё богатый выкуп, но ничего не заплатил. Когда Деионей потребовал рассчитаться за дочь, Иксион пригласил его в гости и столкнул в яму, наполненную раскалёнными углями. Это было первое в Элладе убийство родственника — настолько страшное преступление, что никто не соглашался провести для Иксиона процедуру очищения. Делать это пришлось самому Зевсу.
О составе драматического цикла, в который Эсхил включил «Перребиянок», точной информации нет. Однако исследователи уверены, что следующей частью этого цикла была трагедия «Иксион», в которой речь шла в том числе о наказании героя в преисподней. Текст «Перребиянок» почти полностью утрачен, сохранились только несколько небольших фрагментов. В одном из них Деионей требует выкупа за дочь со словами «Но где твой дар добычный, мне обещанный? // Где чаши золотые и серебряные?».
Трагедию «Перребиянки» упоминает в своём «Пире мудрецов» Афиней. По его словам, в этой пьесе Эсхил «изображает перребов с рогами для питья вместо чаш».